# Cryptothelypterus pteropilosus
Cryptothelypterus pteropilosus is een keversoort uit de familie harige schimmelkevers (Cryptophagidae). De wetenschappelijke naam van de soort werd in 1991 gepubliceerd door Richard Leschen & Lawrence.